# Chapelain
Pour les articles homonymes, voir Chapelain (homonymie).

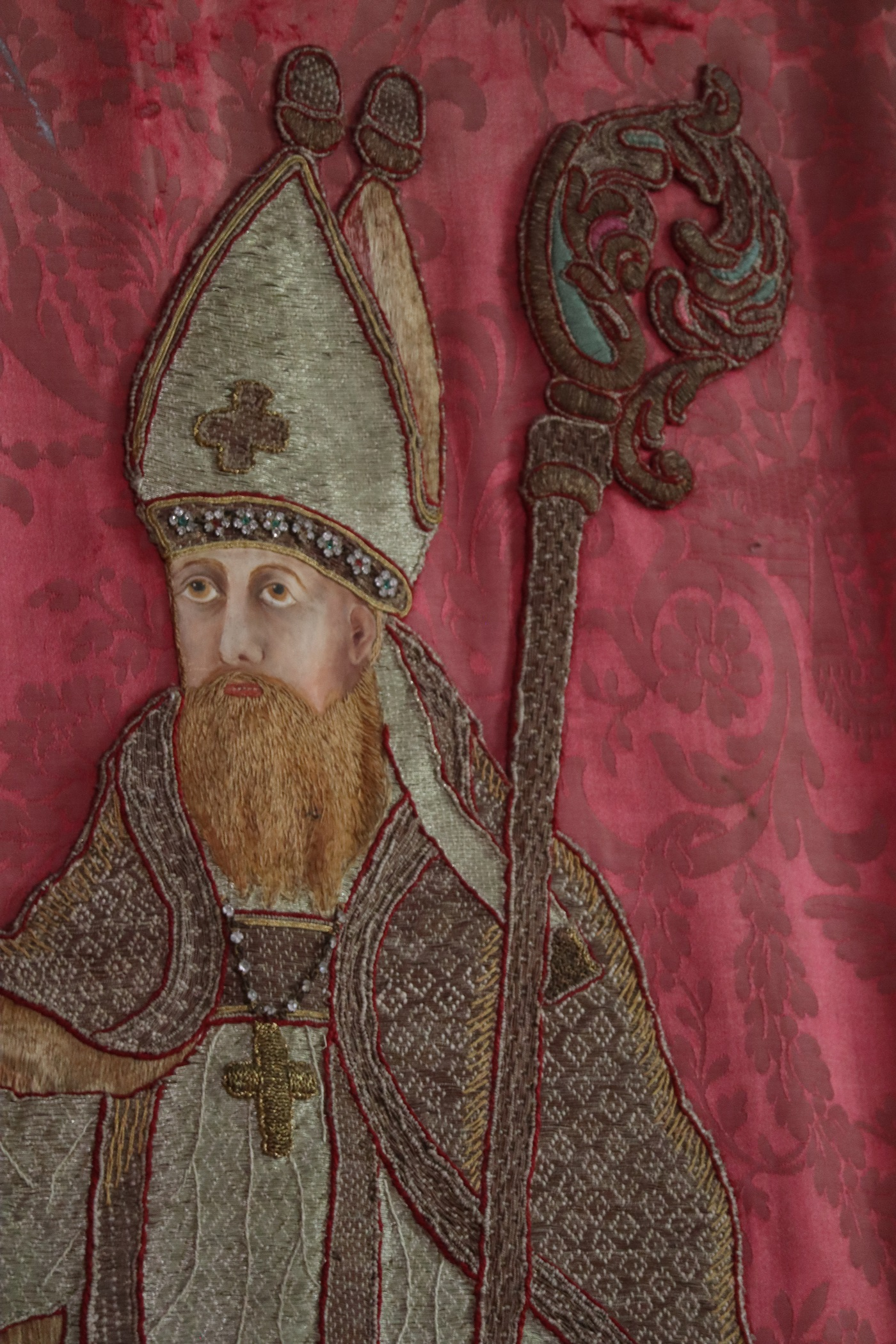
Sulpice le Pieux, évêque de Bourges et chapelain du roi Clotaire II.

Le chapelain est un religieux doté de fonctions et de responsabilités auprès d'une chapellenie, qu'elle soit à un seigneur, ou dans le chapitre d'une abbaye ou encore dans un chapitre canonial.

## Homonymie
Le chapelain (ou capelan parfois), est selon les dictionnaires : 
1. « Celui qui a la charge d'une chapellenie et en est bénéficiaire »[1] ;
2. Un « prêtre attaché au service d'une personne (d'un grand seigneur) »[1] ;
3. Le « suppléant d'un prêtre ou d'un chanoine dans un chapitre »[1] ;
4. Dans l'ordre de Saint-Jean de Jérusalem, il s'agit de chapelain conventuel, ou de prêtre séculier qui se voyait confier la desserte des cures des commanderies, soit le chapelain d'obédience[2].

## Dans le vocabulaire de l'Église

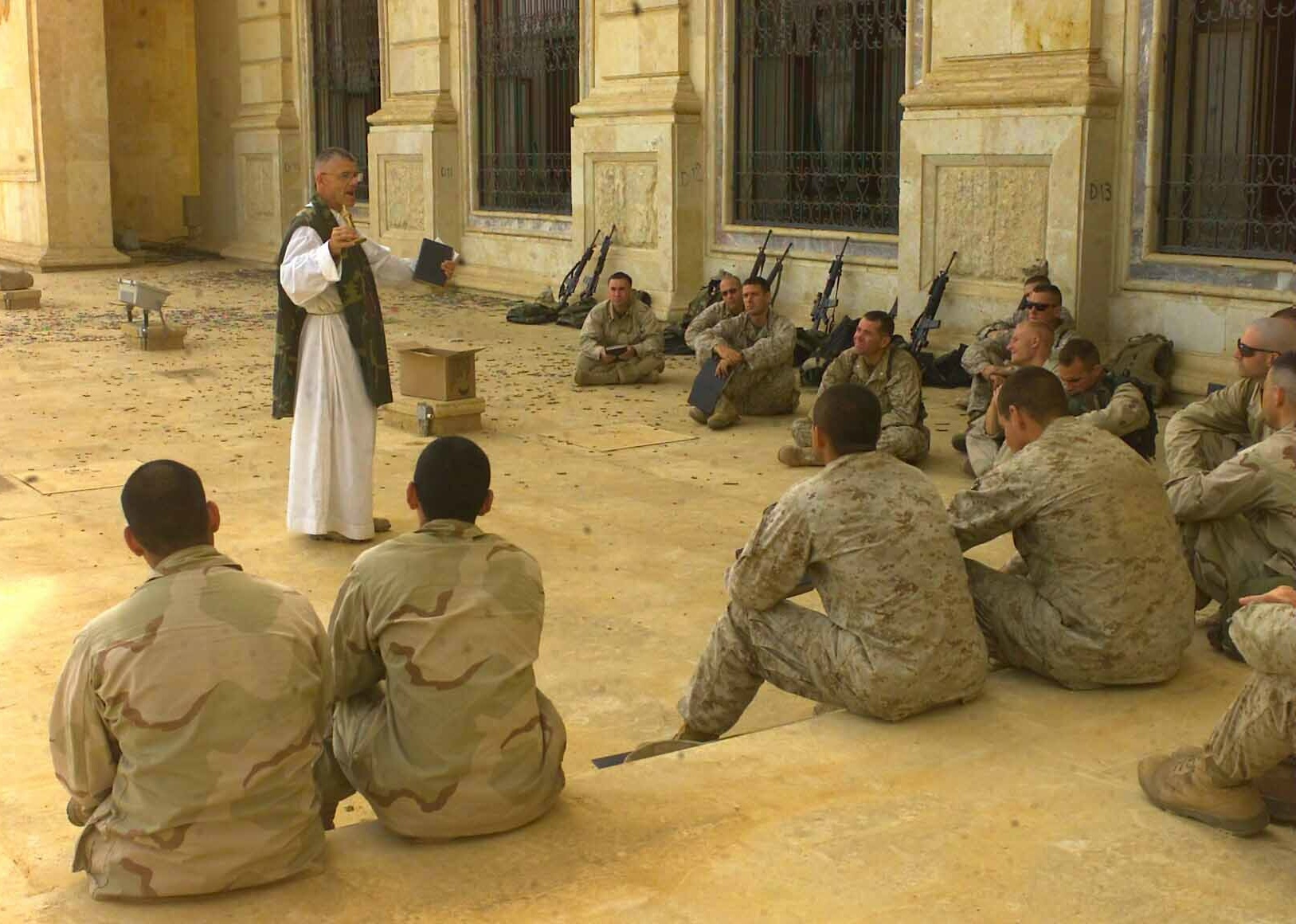
Le père Bill Devine, chapelain du 7e régiment de Marines à Tikrit, Irak.

Dans l'Église catholique, un chapelain, ou aumônier, est un prêtre chargé d'une chapelle ou d'une « paroisse personnelle » : maison noble, couvent ou monastère, communauté linguistique, institution particulière (école, hôpital, prison, etc.), mouvement religieux ou de jeunesse, unité militaire, etc. Il n'administre pas de territoire géographiquement déterminé et il lui est interdit d'intervenir dans le gouvernement ou administration de l'institution ou mouvement où il assume son ministère sacerdotal. Sa responsabilité se limite aux besoins spirituels et pastoraux des fidèles dont il a la charge.

## Dans le droit canonique catholique
Le canon 564 et suivants du Code de droit canonique de 1983 définissent le rôle et la qualité d'un chapelain :

« Le chapelain est le prêtre à qui est confiée de façon stable la charge pastorale, au moins en partie, d'une communauté ou d'un groupe particulier de fidèles, qu'il doit exercer selon le droit universel et particulier. »

Le canon 568 précise que la vocation d'un chapelain est d'être attaché à ceux qui, en raison de leurs circonstances de vies, ne peuvent que difficilement être rattachés à une paroisse pour l'exercice de leur culte : 

« Des chapelains seront autant que possible constitués pour ceux qui, en raison de leurs conditions de vie, ne peuvent bénéficier du ministère ordinaire des curés, comme les migrants, les exilés, les réfugiés, les nomades, les navigateurs. »

## Sources
- Alain Blondy, L'Ordre de Malte au XVIIIe siècle : Des dernières splendeurs à la ruine, Paris, Bouchène, 2002, 523 p. (ISBN 2-912946-41-7)